# Labathude
Labathude est une commune française, située entre Lacapelle-Marival et Latronquière dans l'est du département du Lot en région Occitanie.
Elle est également dans la Limargue, une région naturelle occupant une dépression verdoyante entre les causses du Quercy et le Ségala quercynois.
Exposée à un climat de montagne, elle est drainée par la Bave, le Drauzou et par divers autres petits cours d'eau. Incluse dans le bassin de la Dordogne, la commune possède un patrimoine naturel remarquable composé de trois zones naturelles d'intérêt écologique, faunistique et floristique.
Labathude est une commune rurale qui compte 201 habitants en 2022, après avoir connu un pic de population de 705 habitants en 1861.  Elle fait partie de l'aire d'attraction de Figeac. Ses habitants sont appelés les Abathudois ou  Abathudoises.

## Géographie

### Localisation
Labathude est située dans le Quercy en Ségala lotois.

### Communes limitrophes
Les communes limitrophes sont  Lacapelle-Marival, Montet-et-Bouxal, Saint-Bressou, Saint-Maurice-en-Quercy, Saint-Médard-Nicourby, Sainte-Colombe et Terrou.
| Terrou                  | Saint-Médard-Nicourby |                  |
| Saint-Maurice-en-Quercy | Labathude             | Montet-et-Bouxal |
| Lacapelle-Marival       | Saint-Bressou         | Sainte-Colombe   |

### Géologie et relief
La commune est située entre 370 m (minimum) et 618 m (maximum) d'altitude.

### Hydrographie
Le principal cours d'eau qui la traverse est la Bave.

### Climat
Pour des articles plus généraux, voir Climat de l'Occitanie et Climat du Lot.
En 2010, le climat de la commune est de type climat des marges montargnardes, selon une étude s'appuyant sur une série de données couvrant la période 1971-2000. En 2020, Météo-France publie une typologie des climats de la France métropolitaine dans laquelle la commune est exposée à un climat de montagne ou de marges de montagne et est dans la région climatique Ouest et nord-ouest du Massif Central, caractérisée par une pluviométrie annuelle de 900 à 1 500 mm, maximale en automne et en hiver.
Pour la période 1971-2000, la température annuelle moyenne est de 10,4 °C, avec une amplitude thermique annuelle de 15,3 °C. Le cumul annuel moyen de précipitations est de 1 275 mm, avec 12,7 jours de précipitations en janvier et 7,3 jours en juillet. Pour la période 1991-2020, la température moyenne annuelle observée sur la station météorologique la plus proche, située sur la commune de Latronquière à 10 km à vol d'oiseau, est de 11,0 °C et le cumul annuel moyen de précipitations est de 1 361,3 mm,. Pour l'avenir, les paramètres climatiques de la commune estimés pour 2050 selon différents scénarios d’émission de gaz à effet de serre sont consultables sur un site dédié publié par Météo-France en novembre 2022.

### Milieux naturels et biodiversité

#### Espaces protégés
La protection réglementaire est le mode d’intervention le plus fort pour préserver des espaces naturels remarquables et leur biodiversité associée,.
La commune fait partie de la zone de transition du bassin de la Dordogne, un territoire d'une superficie de 1 880 258 ha reconnu réserve de biosphère par l'UNESCO en juillet 2012,.

#### Zones naturelles d'intérêt écologique, faunistique et floristique
L’inventaire des zones naturelles d'intérêt écologique, faunistique et floristique (ZNIEFF) a pour objectif de réaliser une couverture des zones les plus intéressantes sur le plan écologique, essentiellement dans la perspective d’améliorer la connaissance du patrimoine naturel national et de fournir aux différents décideurs un outil d’aide à la prise en compte de l’environnement dans l’aménagement du territoire.
Une ZNIEFF de type 1 est recensée sur la commune :
la « haute vallée du Drauzou » (28 ha), couvrant 4 communes du département et deux ZNIEFF de type 2, : 
- le « bassin de la Bave » (8 075 ha), couvrant 22 communes dont une dans le Cantal et 21 dans le Lot[14] ;
- le « Haut bassin du Drauzou » (2 611 ha), couvrant 10 communes du département[15].

Carte des ZNIEFF de type 1 et 2 à Labathude.
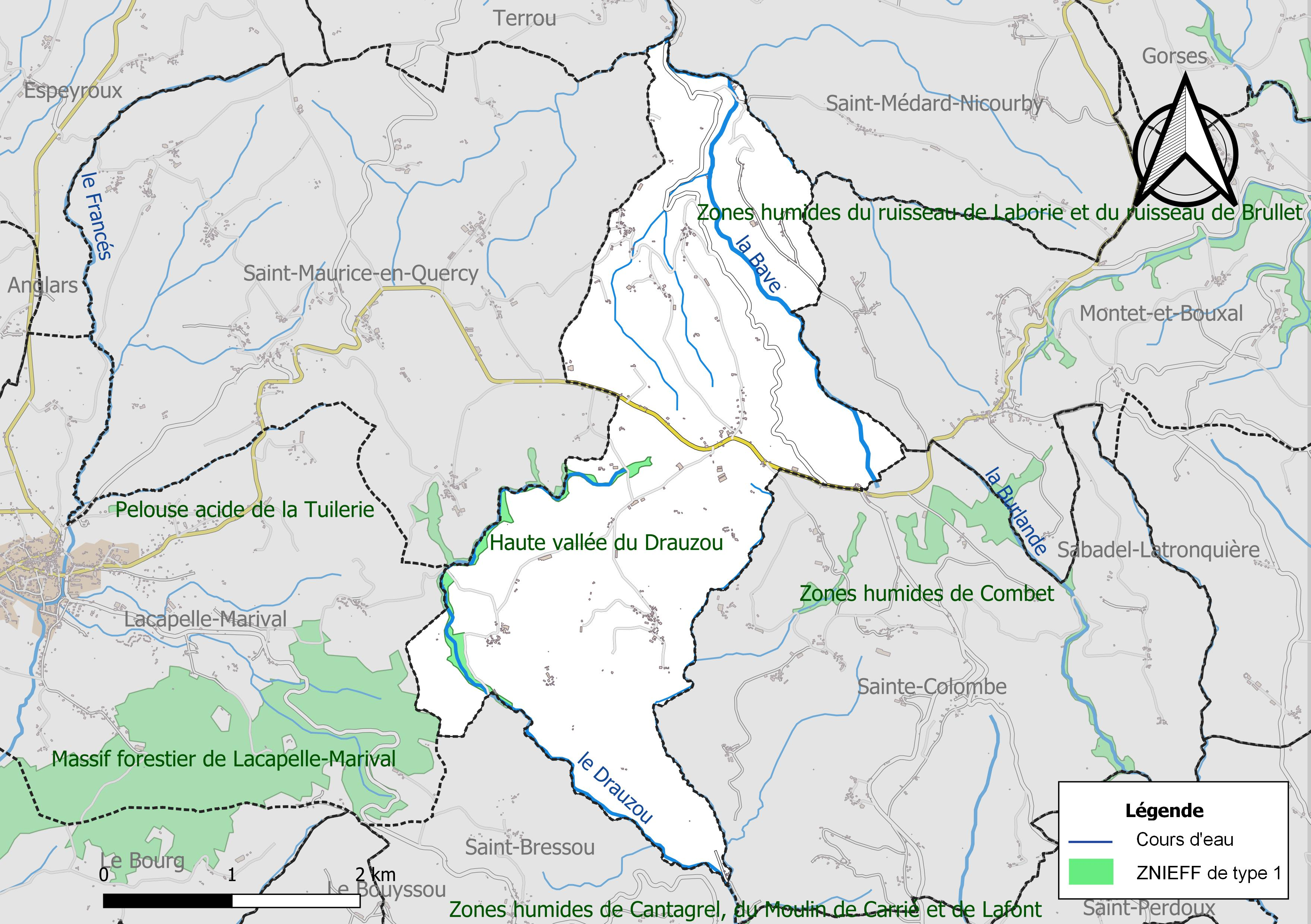
Carte de la ZNIEFF de type 1 sur la commune.
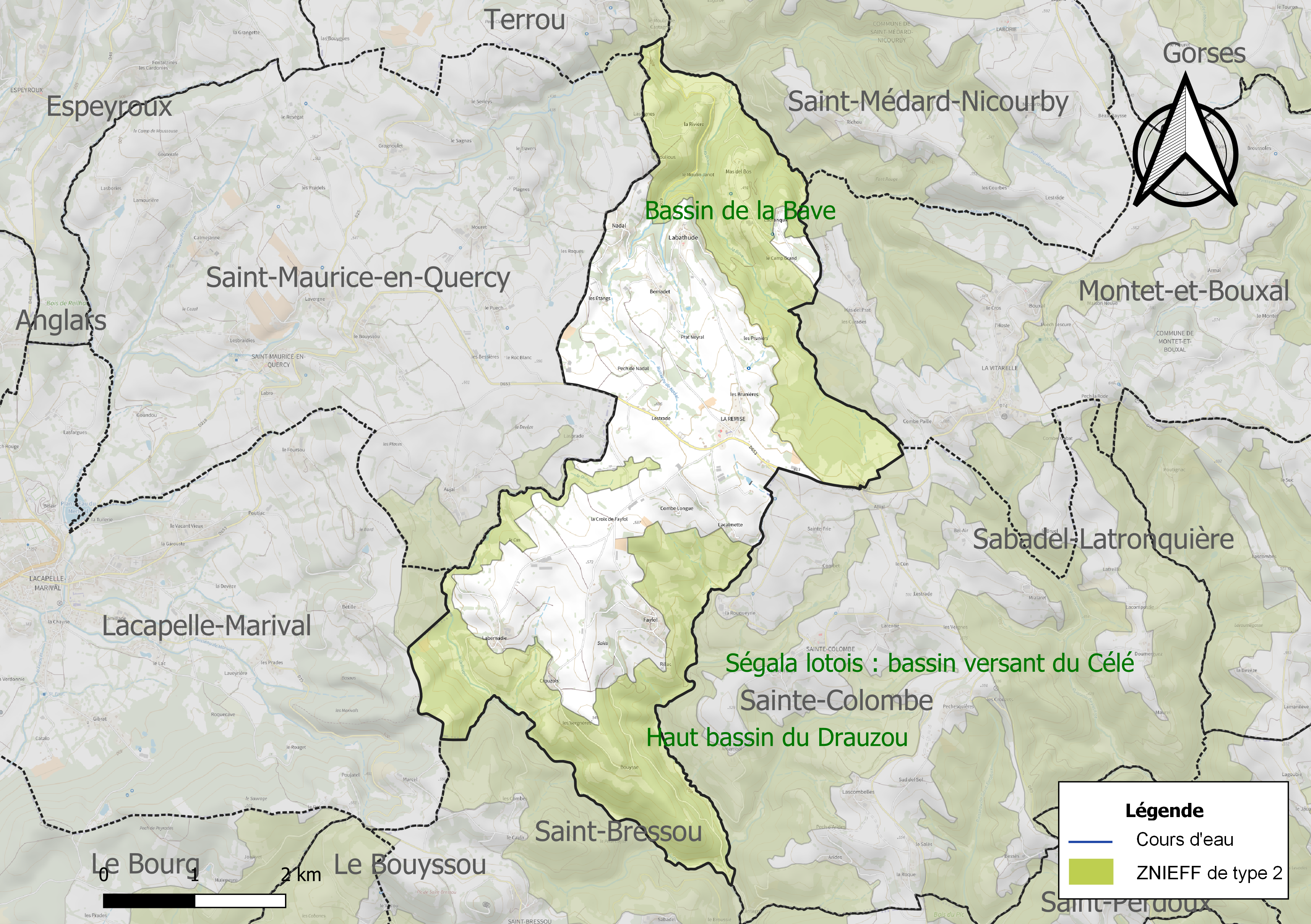
Carte des ZNIEFF de type 2 sur la commune.

## Urbanisme

### Typologie
Au 1er janvier 2024, Labathude est catégorisée commune rurale à habitat très dispersé, selon la nouvelle grille communale de densité à sept niveaux définie par l'Insee en 2022.
Elle est située hors unité urbaine. Par ailleurs la commune fait partie de l'aire d'attraction de Figeac, dont elle est une commune de la couronne,. Cette aire, qui regroupe 59 communes, est catégorisée dans les aires de moins de 50 000 habitants,.

### Occupation des sols
L'occupation des sols de la commune, telle qu'elle ressort de la base de données européenne d’occupation biophysique des sols Corine Land Cover (CLC), est marquée par l'importance des territoires agricoles (65,9 % en 2018), en augmentation par rapport à 1990 (56,3 %). La répartition détaillée en 2018 est la suivante : 
prairies (43 %), forêts (34,1 %), zones agricoles hétérogènes (22,9 %). L'évolution de l’occupation des sols de la commune et de ses infrastructures peut être observée sur les différentes représentations cartographiques du territoire : la carte de Cassini (XVIIIe siècle), la carte d'état-major (1820-1866) et les cartes ou photos aériennes de l'IGN pour la période actuelle (1950 à aujourd'hui).

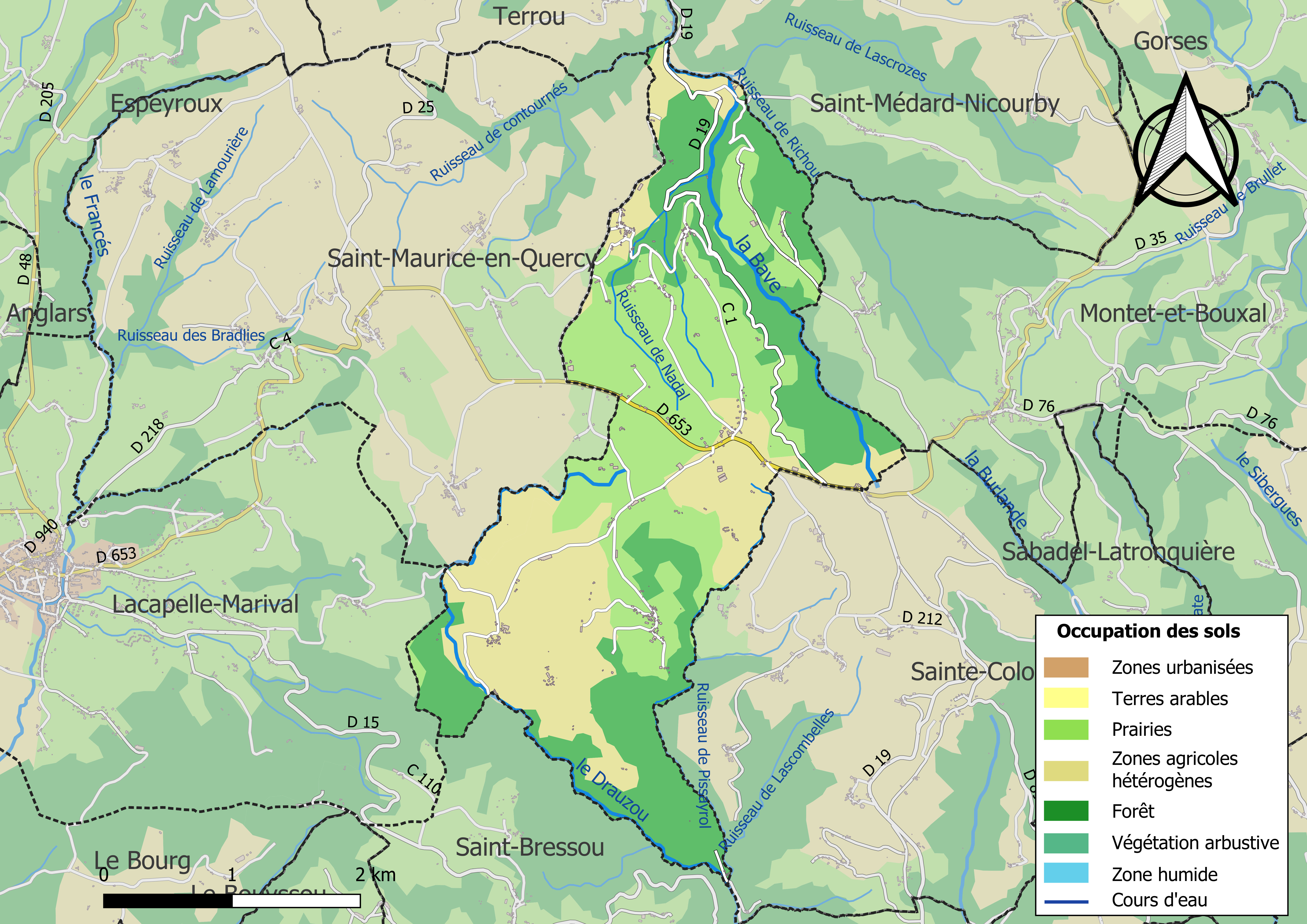
Carte des infrastructures et de l'occupation des sols de la commune en 2018 (CLC).

### Risques majeurs
Le territoire de la commune de Labathude est vulnérable à différents aléas naturels : météorologiques (tempête, orage, neige, grand froid, canicule ou sécheresse), inondations, feux de forêts, mouvements de terrains et séisme (sismicité très faible). Il est également exposé à un risque particulier : le risque de radon. Un site publié par le BRGM permet d'évaluer simplement et rapidement les risques d'un bien localisé soit par son adresse soit par le numéro de sa parcelle.

#### Risques naturels
Certaines parties du territoire communal sont susceptibles d’être affectées par le risque d’inondation par débordement de cours d'eau, notamment la Bave et le Drauzou. La cartographie des zones inondables en ex-Midi-Pyrénées réalisée dans le cadre du XIe Contrat de plan État-région, visant à informer les citoyens et les décideurs sur le risque d’inondation, est accessible sur le site de la DREAL Occitanie. La commune a été reconnue en état de catastrophe naturelle au titre des dommages causés par les inondations et coulées de boue survenues en 1982 et 1999,.
Labathude est exposée au risque de feu de forêt. Un plan départemental de protection des forêts contre les incendies a été approuvé par arrêté préfectoral le 30 novembre 2015 pour la période 2015-2025. Les propriétaires doivent ainsi couper les broussailles, les arbustes et les branches basses sur une profondeur de 50 mètres, aux abords des constructions, chantiers, travaux et installations de toute nature, situées à moins de 200 mètres de terrains en nature
de bois, forêts, plantations, reboisements, landes ou friches. Le brûlage des déchets issus de l’entretien des parcs et jardins des ménages et des collectivités est interdit. L’écobuage est également interdit, ainsi que les feux de type méchouis et barbecues, à l’exception de ceux prévus dans des installations fixes (non situées sous couvert d'arbres) constituant une dépendance d'habitation.

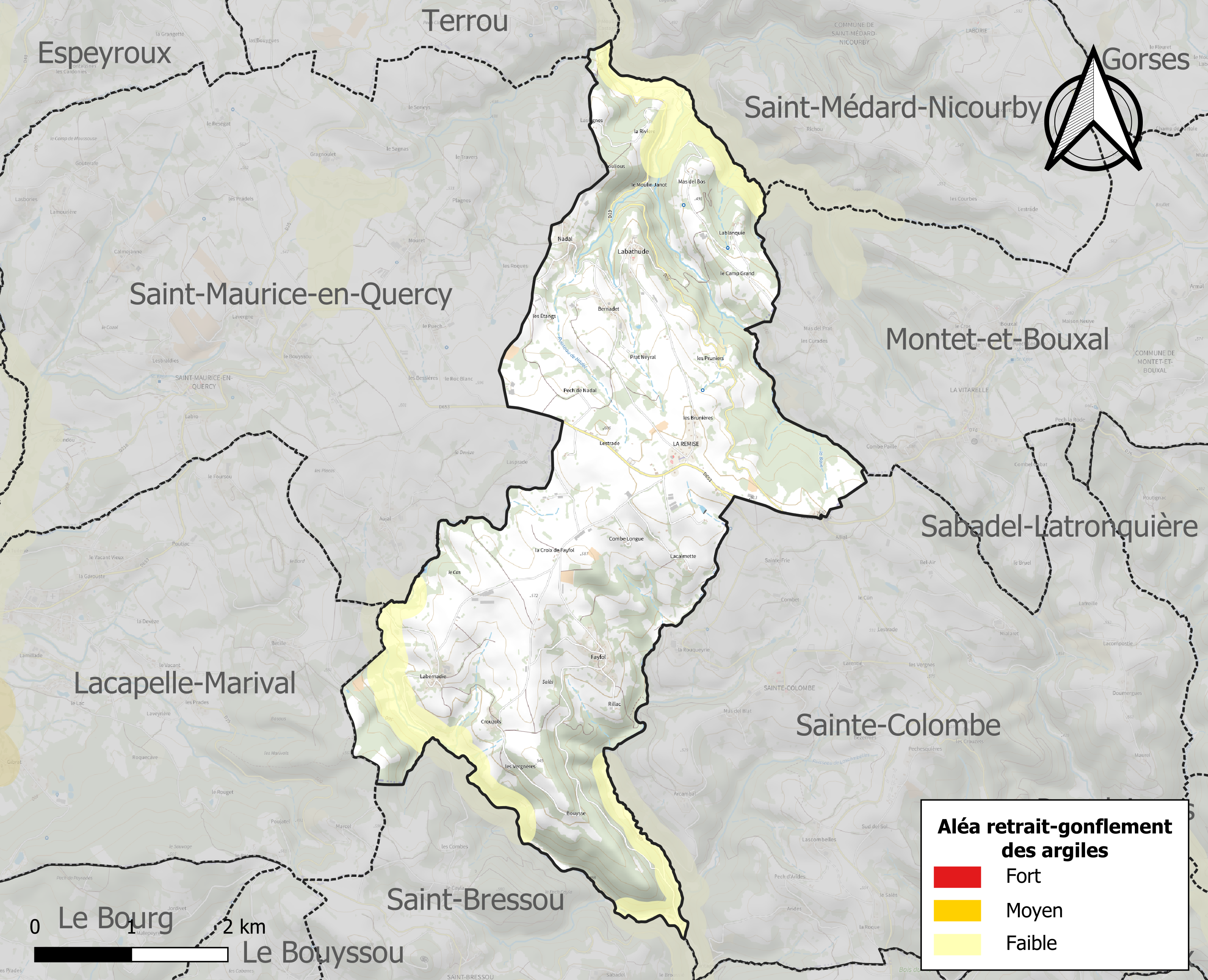
Carte des zones d'aléa retrait-gonflement des sols argileux de Labathude.

Les mouvements de terrains susceptibles de se produire sur la commune sont des éboulements, chutes de pierres et de blocs et des glissements de terrain.
Le retrait-gonflement des sols argileux est susceptible d'engendrer des dommages importants aux bâtiments en cas d’alternance de périodes de sécheresse et de pluie. 0 % de la superficie communale est en aléa moyen ou fort (67,7 % au niveau départemental et 48,5 % au niveau national). Sur les 130 bâtiments dénombrés sur la commune en 2019, 0 sont en aléa moyen ou fort, soit 0 %, à comparer aux 72 % au niveau départemental et 54 % au niveau national. Une cartographie de l'exposition du territoire national au retrait gonflement des sols argileux est disponible sur le site du BRGM,.
Par ailleurs, afin de mieux appréhender le risque d’affaissement de terrain, l'inventaire national des cavités souterraines permet de localiser celles situées sur la commune.
Concernant les mouvements de terrains, la commune a été reconnue en état de catastrophe naturelle au titre des dommages causés par des mouvements de terrain en 1999.

#### Risque particulier
Dans plusieurs parties du territoire national, le radon, accumulé dans certains logements ou autres locaux, peut constituer une source significative d’exposition de la population aux rayonnements ionisants. Certaines communes du département sont concernées par le risque radon à un niveau plus ou moins élevé. Selon la classification de 2018, la commune de Labathude est classée en zone 2, à savoir zone à potentiel radon faible mais sur lesquelles des facteurs géologiques particuliers peuvent faciliter le transfert du radon vers les bâtiments.

## Toponymie
Le toponyme Labathude (en  occitan Labatuda) est basé sur Bastida car une forme ancienne est Batida.

## Situation géographique
La commune de Labathude est située entre Lacapelle-Marival et Latronquière. La plus grande ville à proximité de Labathude est la ville de Figeac située au sud-est de la commune à 20 km. Au nord-est se dessine le Massif central, au sud-ouest par ailleurs, par ciel très dégagé, les Pyrénées se laissent parfois deviner.

## Politique et administration
| Période                                  | Période  | Identité                | Étiquette | Qualité |
| ---------------------------------------- | -------- | ----------------------- | --------- | ------- |
| 1793                                     | 1798     | Jean Mage               |           |         |
| 1799                                     | 1813     | Jean Pierre Guerric     |           |         |
| 1813                                     | 1816     | Antoine Louis Lavaysse  |           |         |
| 1816                                     | 1821     | Jacques Galtie          |           |         |
| 1821                                     | 1831     | Jacques Vaissie         |           |         |
| 1831                                     | 1834     | Antoine Albussat        |           |         |
| 1834                                     | 1848     | Antoine Genot           |           |         |
| 1848                                     | 1870     | Pierre Dolique          |           |         |
| 1870                                     | 1871     | Elie Espinas            |           |         |
| 1871                                     | 1878     | Antoine Genot           |           |         |
| 03.1878                                  | 06.1878  | Jean Cros               |           |         |
| 1878                                     | 1884     | Antoine Crillie         |           |         |
| 1884                                     | 1888     | Antoine Genot           |           |         |
| 1888                                     | 1892     | Louis Castanie          |           |         |
| 1892                                     | 1900     | Frédéric Auguste Bladou |           |         |
| 1900                                     | 1901     | Loupias                 |           |         |
| mars 2001                                | En cours | Jacques Virole          |           |         |
| Les données manquantes sont à compléter. |          |                         |           |         |

## Démographie
L'évolution du nombre d'habitants est connue à travers les recensements de la population effectués dans la commune depuis 1793. Pour les communes de moins de 10 000 habitants, une enquête de recensement portant sur toute la population est réalisée tous les cinq ans, les populations de référence des années intermédiaires étant quant à elles estimées par interpolation ou extrapolation. Pour la commune, le premier recensement exhaustif entrant dans le cadre du nouveau dispositif a été réalisé en 2004.

En 2022, la commune comptait 201 habitants, en évolution de −5,63 % par rapport à 2016 (Lot : +1,31 %, France hors Mayotte : +2,11 %).
| 1793 | 1800 | 1806 | 1821 | 1831 | 1836 | 1841 | 1846 | 1851 |
| ---- | ---- | ---- | ---- | ---- | ---- | ---- | ---- | ---- |
| 387  | 434  | 459  | 409  | 439  | 582  | 581  | 596  | 676  |

| 1856 | 1861 | 1866 | 1872 | 1876 | 1881 | 1886 | 1891 | 1896 |
| ---- | ---- | ---- | ---- | ---- | ---- | ---- | ---- | ---- |
| 666  | 705  | 650  | 624  | 570  | 587  | 589  | 587  | 549  |

| 1901 | 1906 | 1911 | 1921 | 1926 | 1931 | 1936 | 1946 | 1954 |
| ---- | ---- | ---- | ---- | ---- | ---- | ---- | ---- | ---- |
| 528  | 477  | 509  | 503  | 457  | 425  | 408  | 364  | 330  |

| 1962 | 1968 | 1975 | 1982 | 1990 | 1999 | 2004 | 2006 | 2009 |
| ---- | ---- | ---- | ---- | ---- | ---- | ---- | ---- | ---- |
| 320  | 283  | 256  | 216  | 214  | 175  | 181  | 185  | 182  |

| 2014 | 2019 | 2022 | - | - | - | - | - | - |
| ---- | ---- | ---- | - | - | - | - | - | - |
| 212  | 201  | 201  | - | - | - | - | - | - |

## Économie

### Revenus
En 2018, la commune compte 87 ménages fiscaux, regroupant 202 personnes. La médiane du revenu disponible par unité de consommation est de 22 720 € (20 740 € dans le département).

### Emploi
|                | 2008  | 2013  | 2018   |
| -------------- | ----- | ----- | ------ |
| Commune        | 1 %   | 6,5 % | 10,1 % |
| Département    | 7,3 % | 8,9 % | 9,6 %  |
| France entière | 8,3 % | 10 %  | 10 %   |

En 2018, la population âgée de 15 à 64 ans s'élève à 111 personnes, parmi lesquelles on compte 78,9 % d'actifs (68,8 % ayant un emploi et 10,1 % de chômeurs) et 21,1 % d'inactifs,. En  2018, le taux de chômage communal (au sens du recensement) des 15-64 ans est supérieur à celui du département et de la France, alors qu'en 2008 la situation était inverse.
La commune fait partie de la couronne de l'aire d'attraction de Figeac, du fait qu'au moins 15 % des actifs travaillent dans le pôle,. Elle compte 43 emplois en 2018, contre 42 en 2013 et 40 en 2008. Le nombre d'actifs ayant un emploi résidant dans la commune est de 79, soit un indicateur de concentration d'emploi de 54,5 % et un taux d'activité parmi les 15 ans ou plus de 52,1 %.
Sur ces 79 actifs de 15 ans ou plus ayant un emploi, 21 travaillent dans la commune, soit 27 % des habitants. Pour se rendre au travail, 92,2 % des habitants utilisent un véhicule personnel ou de fonction à quatre roues, 5,2 % s'y rendent en deux-roues, à vélo ou à pied et 2,6 % n'ont pas besoin de transport (travail au domicile).

### Activités hors agriculture
23 établissements sont implantés  à Labathude au 31 décembre 2019.
Le secteur de l'industrie manufacturière, des industries extractives et autres est prépondérant sur la commune puisqu'il représente 87 % du nombre total d'établissements de la commune (20 sur les 23 entreprises implantées  à Labathude), contre 14 % au niveau départemental.

### Agriculture
La commune est dans le Segala », une petite région agricole occupant la frange est du département du Lot. En 2020, l'orientation technico-économique de l'agriculture  sur la commune est l'élevage d'équidés et/ou d' autres herbivores.
|               | 1988 | 2000 | 2010 | 2020 |
| ------------- | ---- | ---- | ---- | ---- |
| Exploitations | 38   | 28   | 17   | 17   |
| SAU (ha)      | 616  | 653  | 629  | 802  |

Le nombre d'exploitations agricoles en activité et ayant leur siège dans la commune est passé de 38 lors du recensement agricole de 1988  à 28 en 2000 puis à 17 en 2010 et enfin à 17 en 2020, soit une baisse de 55 % en 32 ans. Le même mouvement est observé à l'échelle du département qui a perdu pendant cette période 60 % de ses exploitations,. La surface agricole utilisée sur la commune est restée relativement stable, passant de 616 ha en 1988 à 802 ha en 2020. Parallèlement la surface agricole utilisée moyenne par exploitation a augmenté, passant de 16 à 47 ha.

## Vie locale

### Services
Les premiers pas en Ségala, crèche : (structure multi-accueil) pour les enfants de 3 mois à 6 ans.

### Festivités
La fête du village de Labathude se déroule pendant le 1er week-end de septembre.

## Culture locale et patrimoine

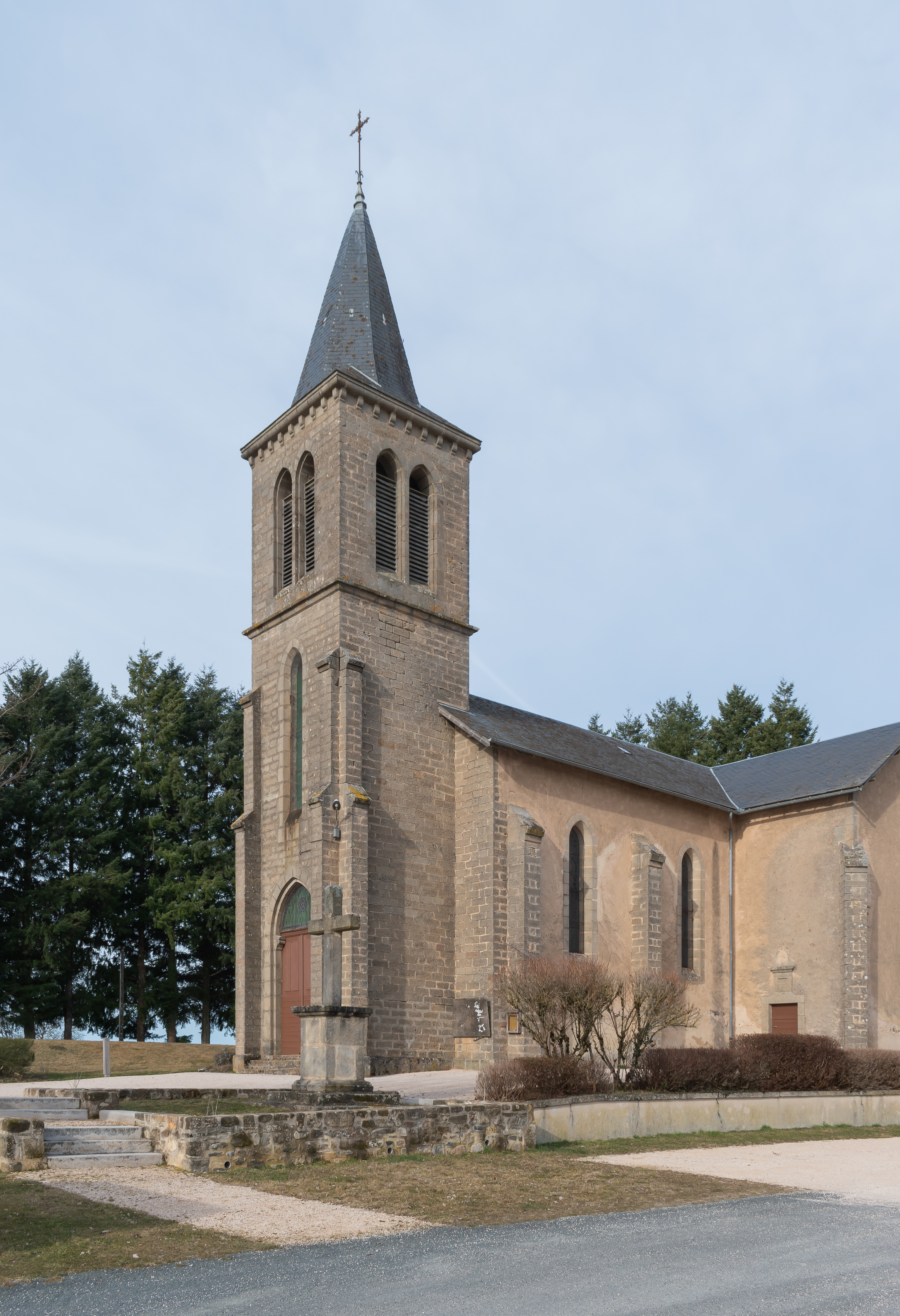
L'Église de la Sainte-Vierge de La Remise

### Lieux et monuments
- L'église Sainte-Vierge de la commune de Labathude est située à la Remise (bourg du village), elle fut construite au début du XXe siècle au centre de la commune.
- L'église Sainte-Marie de Labathude-bourg (qui est l'ancien bourg du village) fut bâtie au XIIe siècle par les pères augustins. Remplacée par sa grande sœur à la Remise au début du XXe siècle, elle fut détruite et reconstruite sur un terrain privé. On date le dernier baptême dans cette église à 1960. L'église Sainte-Marie, aujourd'hui désacralisée, appartient depuis 1991 à l'association Clef de Voûte qui œuvre à sa rénovation pour en faire une salle et une résidence artistique et culturelle[36].

En savoir plus sur l'église Sainte-Marie : https://sites.google.com/site/clefdevoutedelabathude/home